# Melospiza lincolnii
El gorrión de Lincoln o chingolo de Lincoln (Melospiza lincolnii)  es una especie de ave paseriforme de la familia Passerellidae. Cría en Alaska, Canadá y Estados Unidos, y migra al sur para pasar el invierno, llegando hasta América Central.
Este gorrión de entre 13 y 15 cm de longitud es muy similar a su especie hermana Melospiza melodia. Tiene las partes dorsales color pardo oliváceo, con rayas oscuras. Las partes ventrales son gris claro, con una mancha cremosa en el pecho. El pecho presenta además delgadas rayas, que no se unen en una mancha central como en M. melodia. La cabeza es gris clara con mejillas pardas, y una corona rojiza dividida en dos partes por una raya gris clara.
Su hábitat en verano son áreas de vegetación relacionada con cuerpos de agua (bosques de galería, turberas y pantanos), y se distribuye en Alaska, gran parte de Canadá (de costa a costa) y el oeste y noreste de Estados Unidos. En invierno migran al sur, hacia el suroeste de Estados Unidos, la mayor parte de México (exceptuando la Península de Yucatán, donde es raro), el norte de América Central y las Antillas. En invierno se distribuye por una amplia cantidad de regiones, tanto en las áridas como en las templadas y en las tropicales, siempre prefiriendo áreas de vegetación arbustiva densa.
Su dieta consiste principalmente en semillas e insectos, y busca alimento en el suelo entre los arbustos, ocultándose. El canto del macho es un gorgoreo dulce. El nido es una taza bien definida que se construye en el suelo oculto entre la vegetación densa.
La especie fue nombrada por John James Audubon durante un viaje a Nueva Escocia en 1834, en honor a su amigo Thomas Lincoln, de Dennysville, Maine.